# Дібю
Ді́бю (ест. Diby küla, швед. Diby) — село в Естонії, у волості Вормсі повіту Ляенемаа.

## Населення
Чисельність населення на 31 грудня 2011 року становила 8 осіб.

## Географія
Село розташоване в північно-східній частині острова Вормсі. На північ від села лежить озеро Дібю (Diby järv).
Через населений пункт проходить автошлях 16131.

## Історія
До 1977 року населений пункт існував як село Дібю (Diby küla). Під час адміністративної реформи 1977 року село перейменували в Дійбі (Diibi küla). З січня 1998 року селу повернули шведську історичну назву Дібю.